# Yankee Doodle in Berlin
Pour plus de détails, voir Fiche technique et Distribution.
Yankee Doodle à Berlin est une comédie américaine de 1919, réalisée par F. Richard Jones, d'après un scénario de Mack Sennett caractérisant le premier film de propagande américaine de la Première Guerre mondiale. Ce film représente la production la plus chère du producteur Mack Sennett. Hiram Abrams, spécialiste de l’État des droits d'auteur sur les œuvres vend ces derniers en mars 1919, avant même la sortie du film, au réalisateur Sol Lesser .
Bothwell Browne interprétant le personnage principal, est un célèbre acteur européen des vaudevilles américains jouant, à la scène comme à l'écran, des rôles de travestis. A l'époque de la production de ce film, il est le rival du célèbre travesti américain Julian Eltinge qui joue dans le film de propagande dont le thème est très similaire, titré l' île de l'amour remplaçant le titre original Over the Rhin.
Le film a ensuite été condensé pour être réédité et intitulé Le dernier cri du Kaiser .
Le film est conservé à la Bibliothèque du Congrès , au Musée d’art moderne, BFI Film and Television, la Cinémathèque Royale de Belgique et l’Académie du film Bev. Collines.

## Synopsis
Le capitaine Bob White, un aviateur américain derrière les lignes ennemies, se déguise en une femme pour tromper et voler une carte importante des membres du haut commandement allemand, y compris du Kaiser lui-même.

## Distribution
- Bothwell Browne : capitaine Bob White
- Ford Sterling : le Kaiser
- Malcolm St. Clair : le prince héritier
- Bert Roach : garde
- Charles Murray : soldat irlandais
- Marie Prevost :  Belge
- Chester Conklin : officier des hussards à la tête de mort
- Heinie Conklin : chef des exercices de la garde prussienne
- Eva Thatcher : la Kaiserin
- Joseph Belmont : Von Tirpitz
- Phyllis Haver :  (rôle mineur non crédité)
- James Finlayson : commandant (non crédité)